# Anthonotha lebrunii
Anthonotha lebrunii là một loài cây gỗ thuộc họ Fabaceae.
Loài này chỉ có ở Cộng hòa Dân chủ Congo.
Chúng hiện đang bị đe dọa vì mất môi trường sống.